# HK Donbass Donetsk

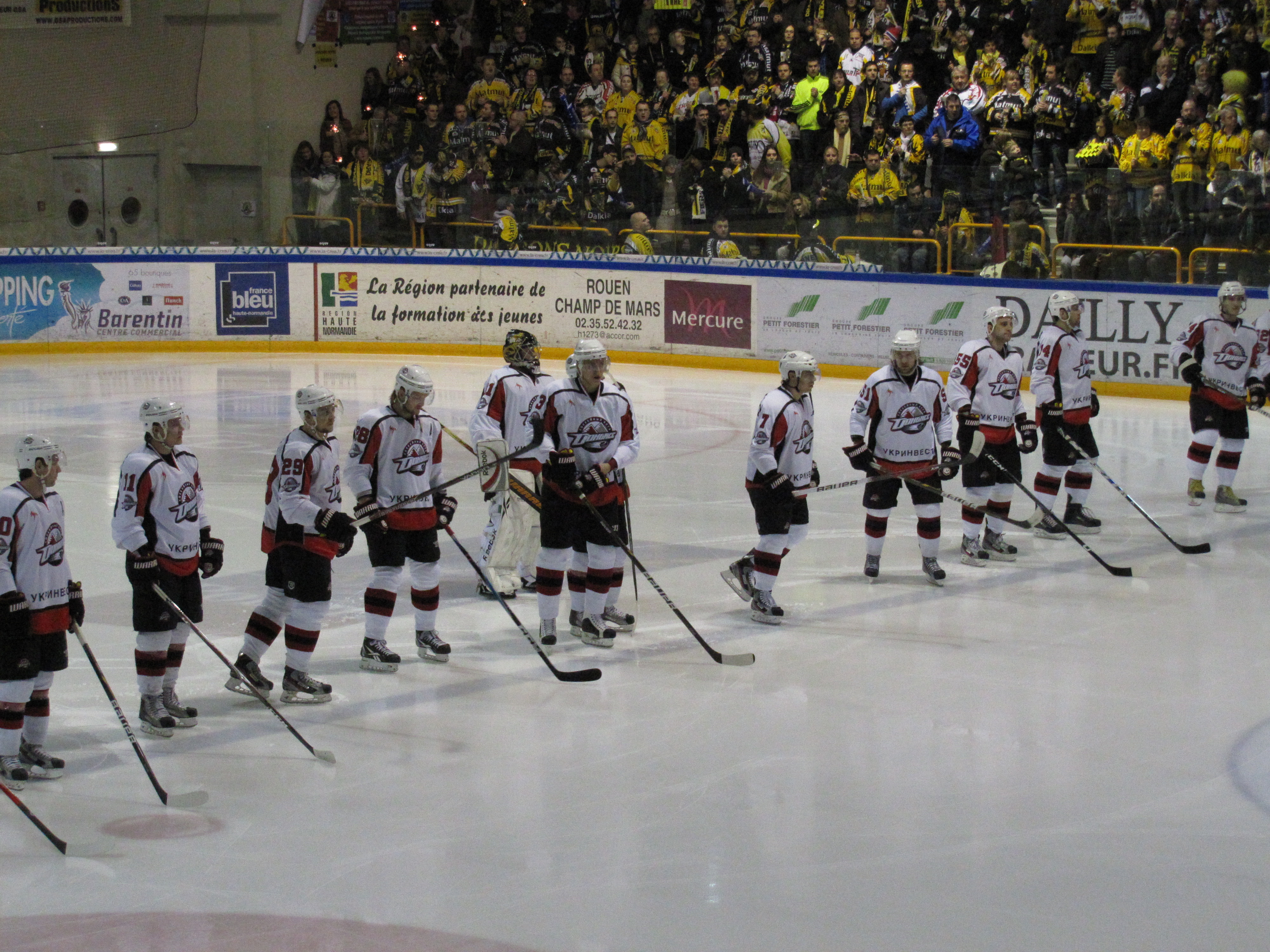
Opstelling voor de 2012 Continental Cup (tegen Rouen)

HK Donbass Donetsk is een ijshockeyclub uit de Oekraïense stad Donetsk.
De club werd gesticht in 2001 en speelt zowel in de Wysschaja Hockey-Liga (Russische tweede klasse) en de Vichtha Liga (de professionele eerste klasse van Oekraïne). Speelde van 2012 tot 2014 in de Kontinental Hockey League.
Thuiswedstrijden worden in het IJspaleis Druschba gespeeld, een stadion met 3500 plaatsen.
De clubkleuren zijn zwart-wit-rood.
HK Donbass Donetsk werd in 2011 en 2012 kampioen van Oekraïne.